# Nuh ibn Nasr
Nūḥ ibn Naṣr, o Nūḥ I (906 – 954), è stato un emiro persiano della dinastia dei Samanidi a Bukhara.
Era figlio dell'emiro Naṣr II. Salì al potere dopo aver sventato nel 943 una congiura contro suo padre da parte degli ufficiali dell'esercito, che disapprovavano il sostegno assicurato dall'emiro ai missionari ismailiti. Venuto a conoscenza del complotto, Nūḥ partecipò al banchetto nel quale si doveva organizzare l'assassinio, e, dopo essersi alzato in segno di apparente omaggio, uccise il capo della cospirazione.
 
Per porre fine al malcontento promise tuttavia di mettere fine alle attività degli ismailiti e convinse il padre ad abdicare in suo favore
Poco tempo dopo la sua ascesa al trono, dovette reprimere una rivolta nel Khwārezm. Nel 945 rimosse dalla sua carica di governatore del Khorasan, che deteneva dal 930, Abū ʿAlī Chaghānī, dinasta del Chaghaniyan, uno Stato vassallo dei Samanidi. Era intenzione di Nūḥ sostituirlo con Ibrāhīm b. Simjūr della famiglia turca dei Simjuridi.  Abū ʿAlī, appoggiato dal governatore di Tūṣ,  il dehqan Abū Manṣūr Muḥammad, unì le forze con lo zio di Nūḥ, Ibrāhīm b. Aḥmad e si ribellò.
Nel 947 Ibrāhīm ottenne il controllo della capitale Bukhara e si proclamò Emiro dello Stato samanide, obbligando Nūḥ a rifugiarsi a Samarcanda. Era però impopolare nella capitale e Nūḥ riuscì a catturarlo e accecarlo insieme a due suoi fratelli. La capitale di Abū ʿAlī fu saccheggiata e nel 948 fu stipulata la pace, che permetteva ad Abū ʿAlī di mantenere il possesso del Chaghaniya. Alla morte nel 952 del governatore del Khurasan succeduto a Ibrāhīm, Mansur ibn Qara-Tegin, Abū ʿAlī riottenne anche questa carica e combatté al confine orientale contro i Buwayhidi, che nel 945 avevano preso l'effettivo potere a Baghdad, pur mantenendo sul trono il califfo abbaside al-Muti'.
Vushmgir, della dinastia degli Ziyaridi che reggevano il Tabaristan come vassalli dei Samanidi, era in lotta contro i Buwayhidi e si era irritato per la pace che Abū ʿAlī aveva concluso con i Buwayhidi di Rayy e lo accusò di cospirare con i nemici. Nūḥ dunque lo rimosse nuovamente dalla sua carica di governatore e Abū ʿAlī si rifugiò presso i Buwayhidi e il califfo al-Muti' gli conferì il governo del Khurasan.
Nūḥ morì nel 954 senza aver risolto il problema e gli succedette il figlio, 'Abd al-Malik I. Abū ʿAlī morì l'anno seguente e il controllo samanide sul Khurasan fu ristabilito.